# Урусовское сельское поселение (Мордовия)
Урусовское се́льское поселе́ние — муниципальное образование в Ардатовском районе Мордовии Российской Федерации.
Административный центр — село Урусово.

## История
Статус и границы сельского поселения установлены Законом Республики Мордовия от 28 декабря 2004 года № 115-З «Об установлении границ муниципальных образований Ардатовского муниципального района, Ардатовского муниципального района и наделении их статусом сельского поселения, городского поселения и муниципального района».
Законом Республики Мордовия от 17 мая 2018 года N 33-З Жабинское сельское поселение и сельсовет были упразднены, а входившее в них село Жабино было включено в состав Урусовского сельского поселения и сельсовета.

## Население
| 2002 | 2010 | 2012 | 2013 | 2014 | 2015 | 2016 |
| ---- | ---- | ---- | ---- | ---- | ---- | ---- |
| 894  | ↘777 | ↘732 | ↘710 | ↘693 | ↘674 | ↘648 |
| 2017 | 2018 | 2019 | 2020 | 2021 |      |      |
| ↘614 | ↘607 | ↗876 | ↘829 | ↗832 |      |      |

## Состав сельского поселения
| № | Населённый пункт | Тип населённого пункта       | Население |
| - | ---------------- | ---------------------------- | --------- |
| 1 | Жабино           | село                         | ↘293      |
| 2 | Урусово          | село, административный центр | ↘607      |